# Aulacoschiza triphylla
Aulacoschiza triphylla is een keversoort uit de familie bladsprietkevers (Scarabaeidae). De wetenschappelijke naam van de soort is voor het eerst geldig gepubliceerd in 1973 door Decelle.